# Tarcísio Sebastião Batista Lopes
Tarcísio Sebastião Batista Lopes OFMCap (* 18. Januar 1938 in São João del-Rei, Minas Gerais; † 7. November 2001) war ein brasilianischer Ordensgeistlicher und römisch-katholischer Bischof von Ipameri.

## Leben
Tarcísio Sebastião Batista Lopes trat der Ordensgemeinschaft der Kapuziner bei und legte am 20. März 1960 die Profess ab. Er empfing am 28. Juni 1964 das Sakrament der Priesterweihe.
Am 4. April 1984 ernannte ihn Papst Johannes Paul II. zum Bischof von São José do Grajaú. Der Erzbischof von Belo Horizonte, João Resende Costa SDB, spendete ihm am 14. Mai desselben Jahres die Bischofsweihe; Mitkonsekratoren waren der Bischof von Uberlândia, Estêvão Cardoso de Avellar OP, und der Bischof von Patos de Minas, Jorge Scarso OFMCap.
Johannes Paul II. ernannte ihn am 19. Dezember 1986 zum Bischof von Ipameri. Am 29. Juli 1998 nahm Papst Johannes Paul II. das von Tarcísio Sebastião Batista Lopes vorgebrachte Rücktrittsgesuch an.